# Église Saint-Thomas de Vedène
L'église Saint-Thomas est située à Vedène, en Vaucluse. 

## Description
L'édifice a été construit par décision conjointe du  chapitre, du Vice-légat, du seigneur et de la communauté de Vedène entre 1760 et 1764. Il est classé aux Monuments historiques depuis 1984. 
L'église a été rénovée afin de faciliter l'accès aux usagers. Les premiers travaux ont pris fin en août 1993. Il s'agit du parvis sur la face sud et ouest où se trouve un espace de parking, réservé aux voitures lors des cérémonies. 

## Galerie d'images

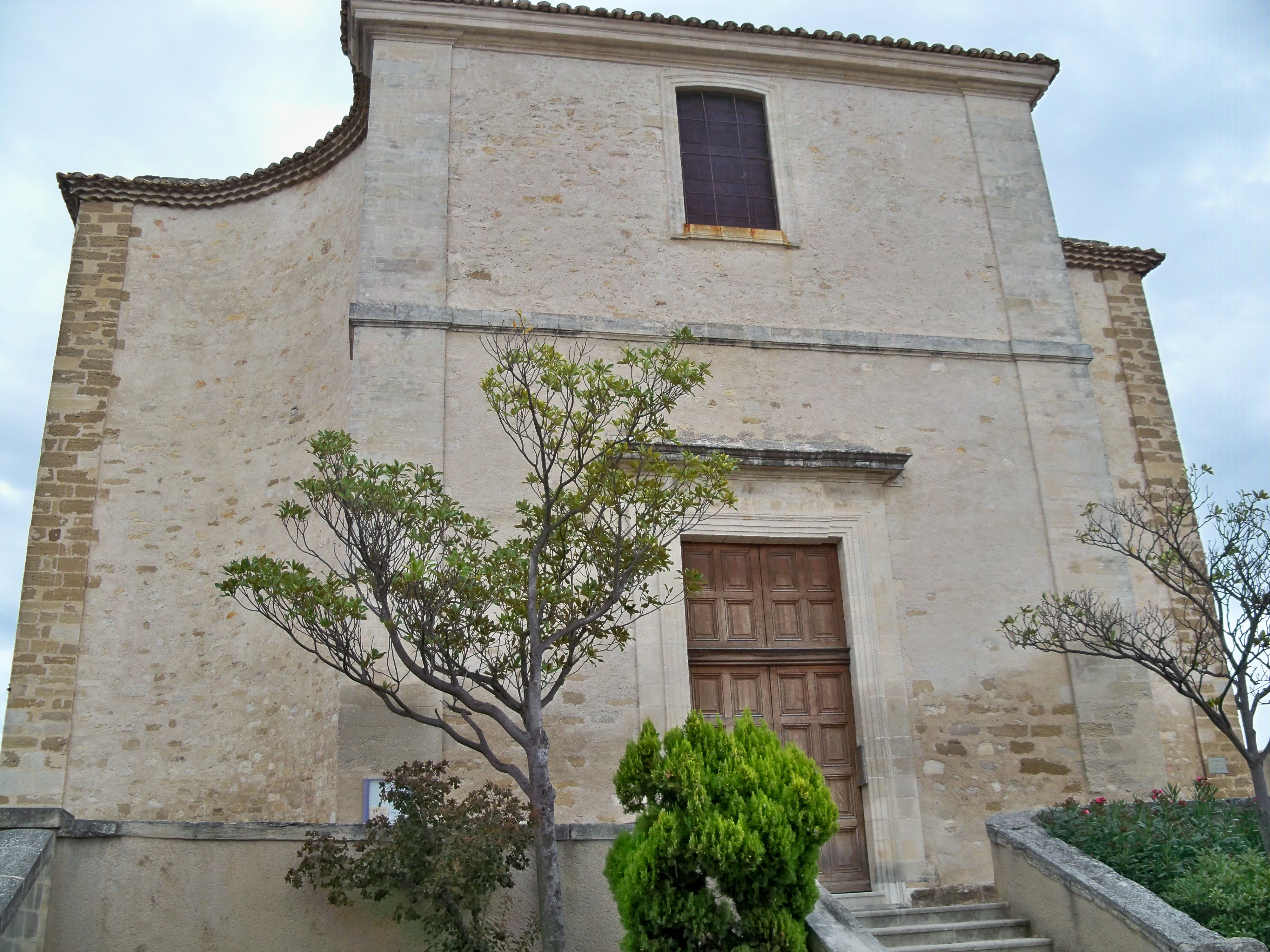
La façade
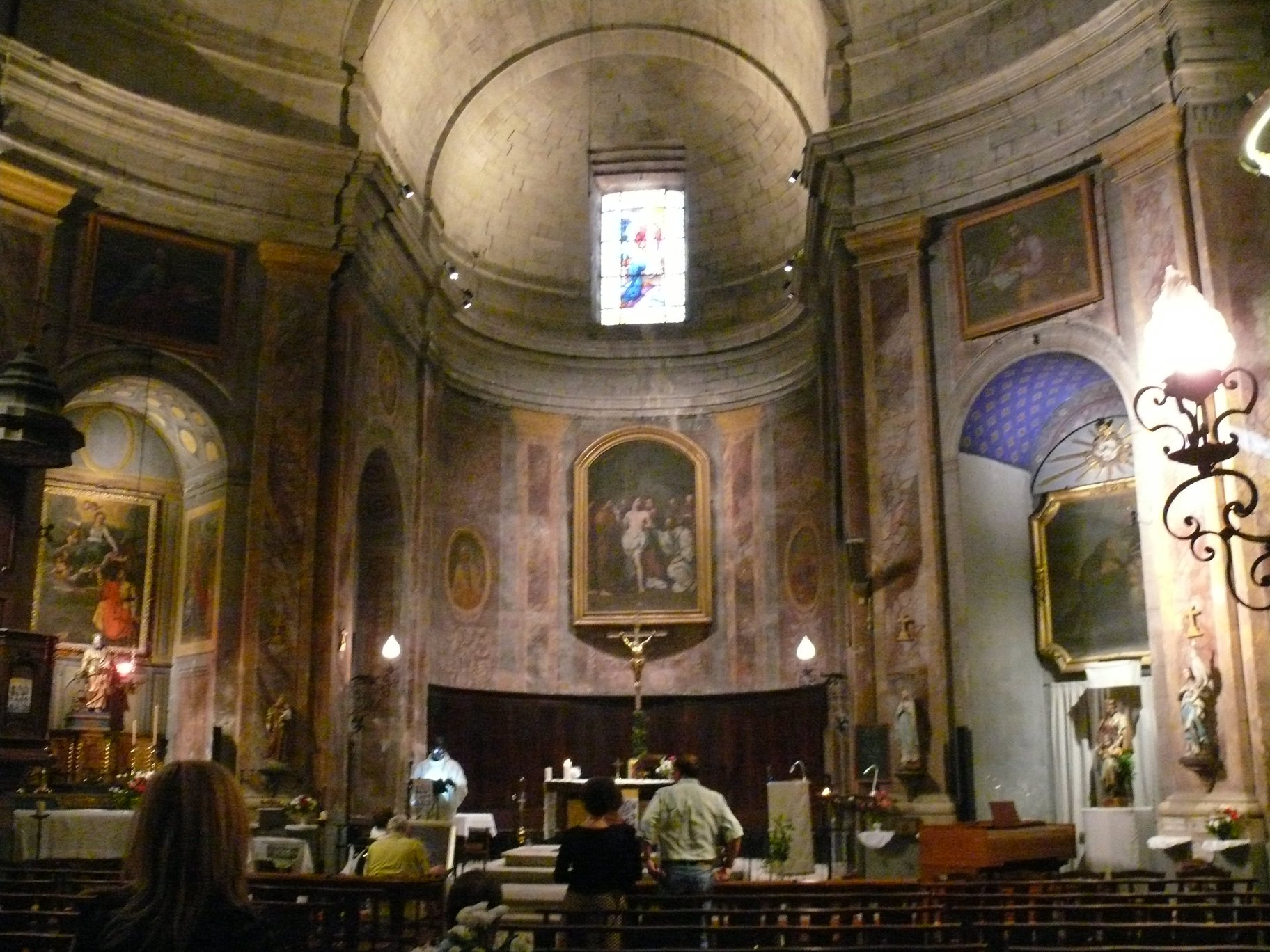
L'intérieur
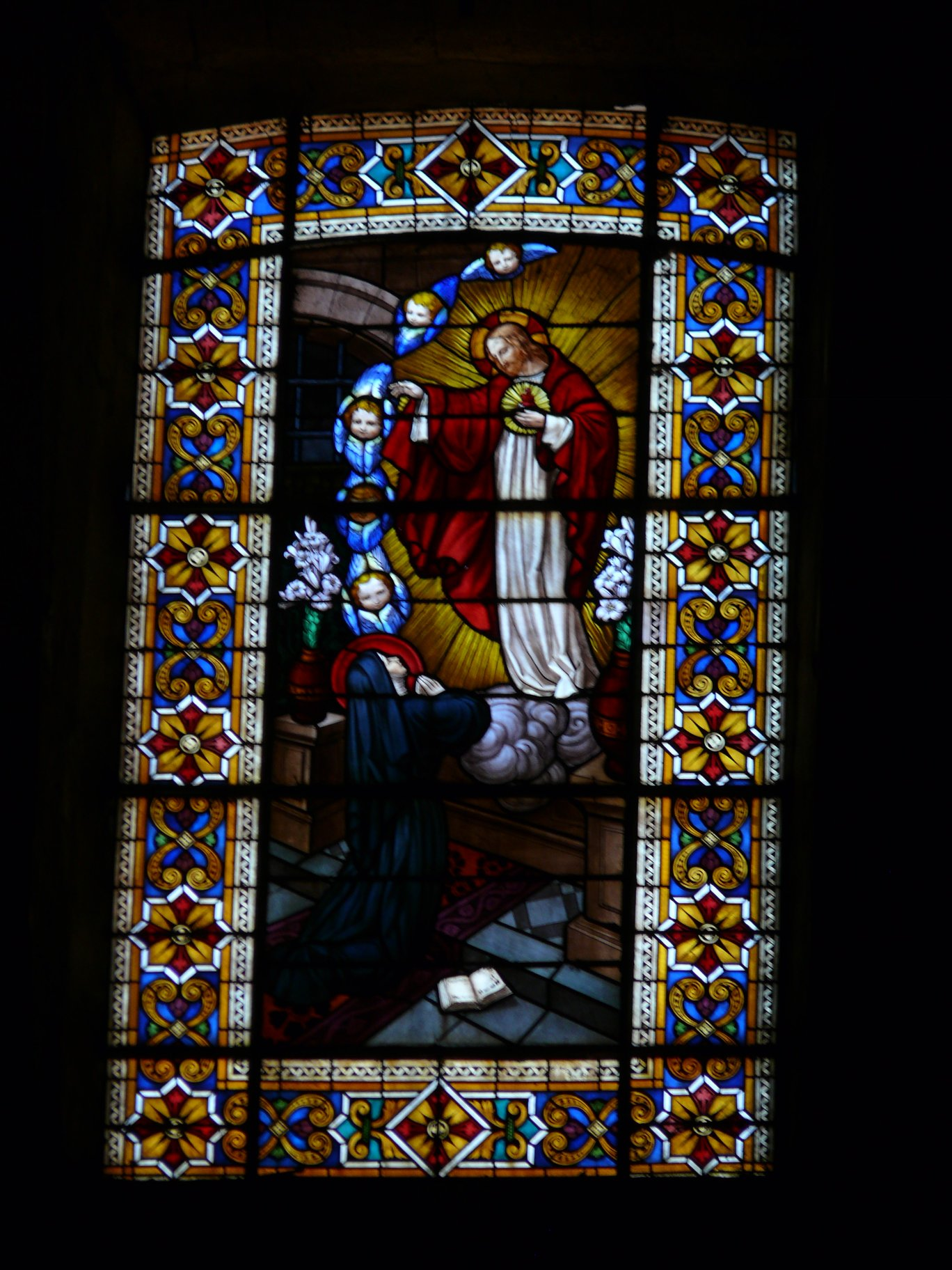
Vitrail
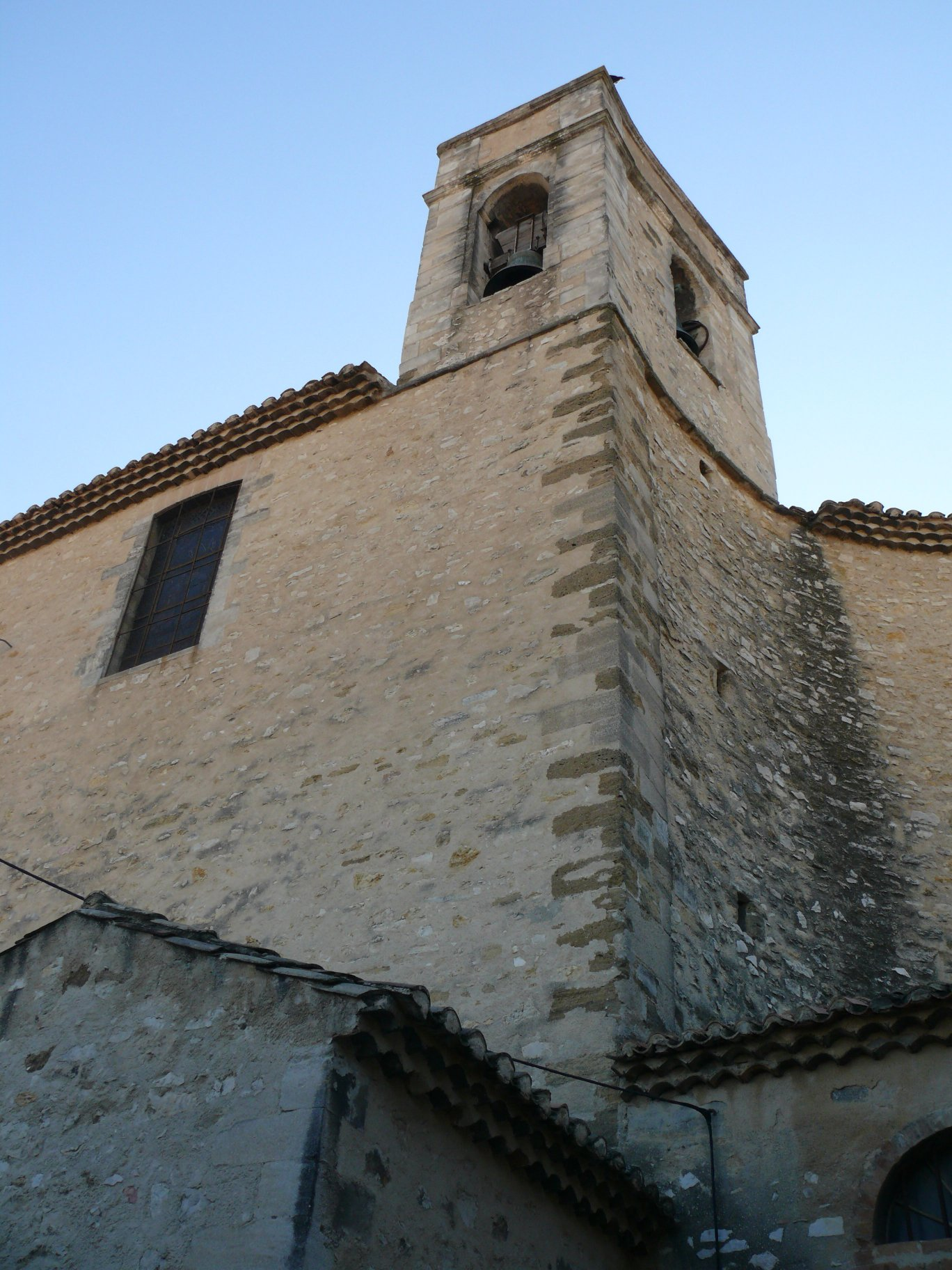
Le clocher